# União de Minas
União de Minas là một đô thị thuộc bang Minas Gerais, Brasil. Đô thị này có diện tích 1150,596 km², dân số năm 2007 là 4593 người, mật độ 4,4 người/km².